# أوسكار كيمبثورن
أوسكار كيمبثورن (بالإنجليزية: Oscar Kempthorne)‏ هو عالم وراثة وفيلسوف أمريكي، ولد في 31 يناير 1919 في سانت تودي في المملكة المتحدة، وتوفي في 15 نوفمبر 2000.